# 膠東県 (江蘇省)
膠東県（こうとう-けん）は中華人民共和国江蘇省にかつて存在した県。現在の連雲港市の一部に相当する。
南北朝時代、南斉により設置された。北斉により廃止されている。